# 浴衣

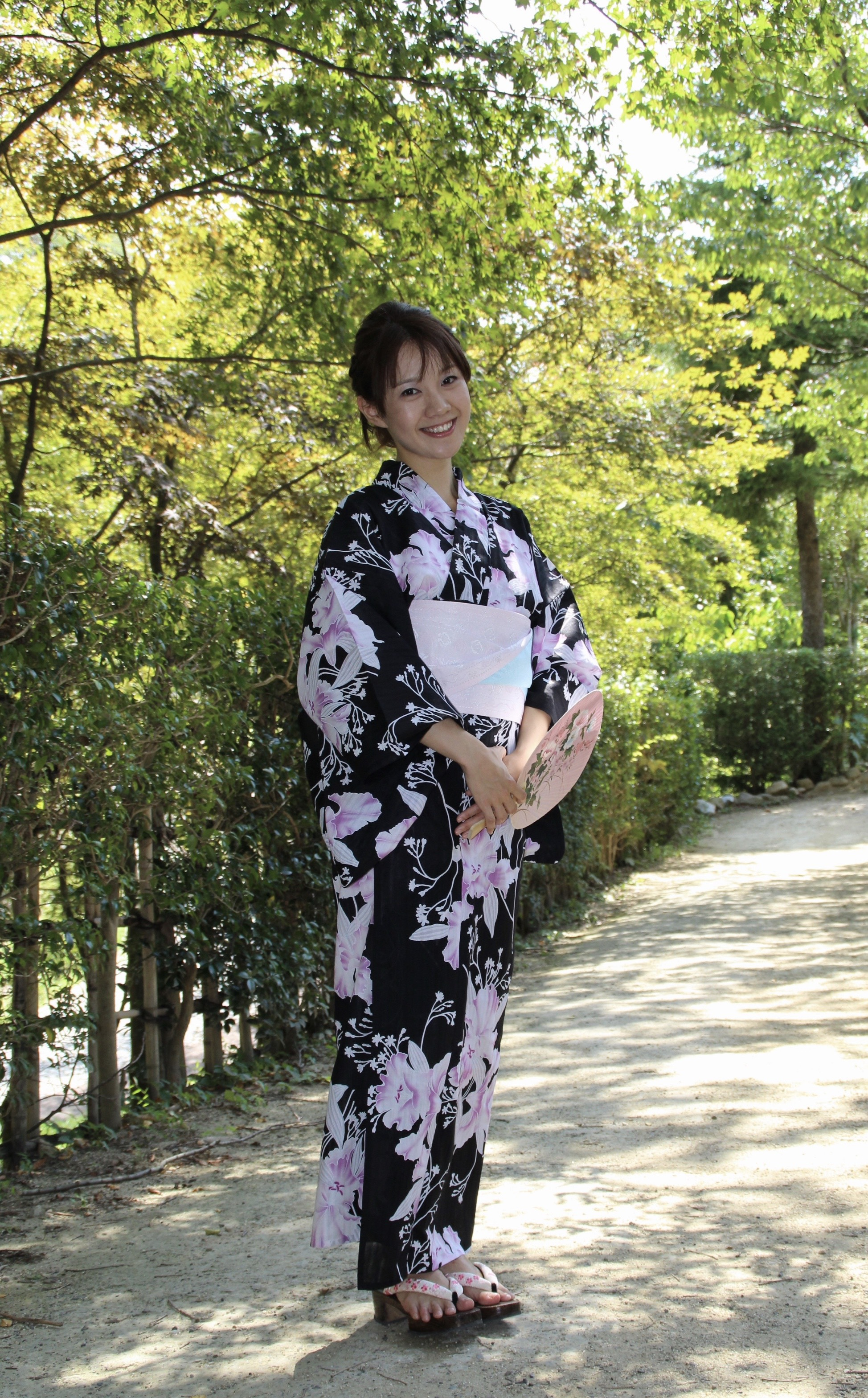
穿著浴衣的日本年輕女子

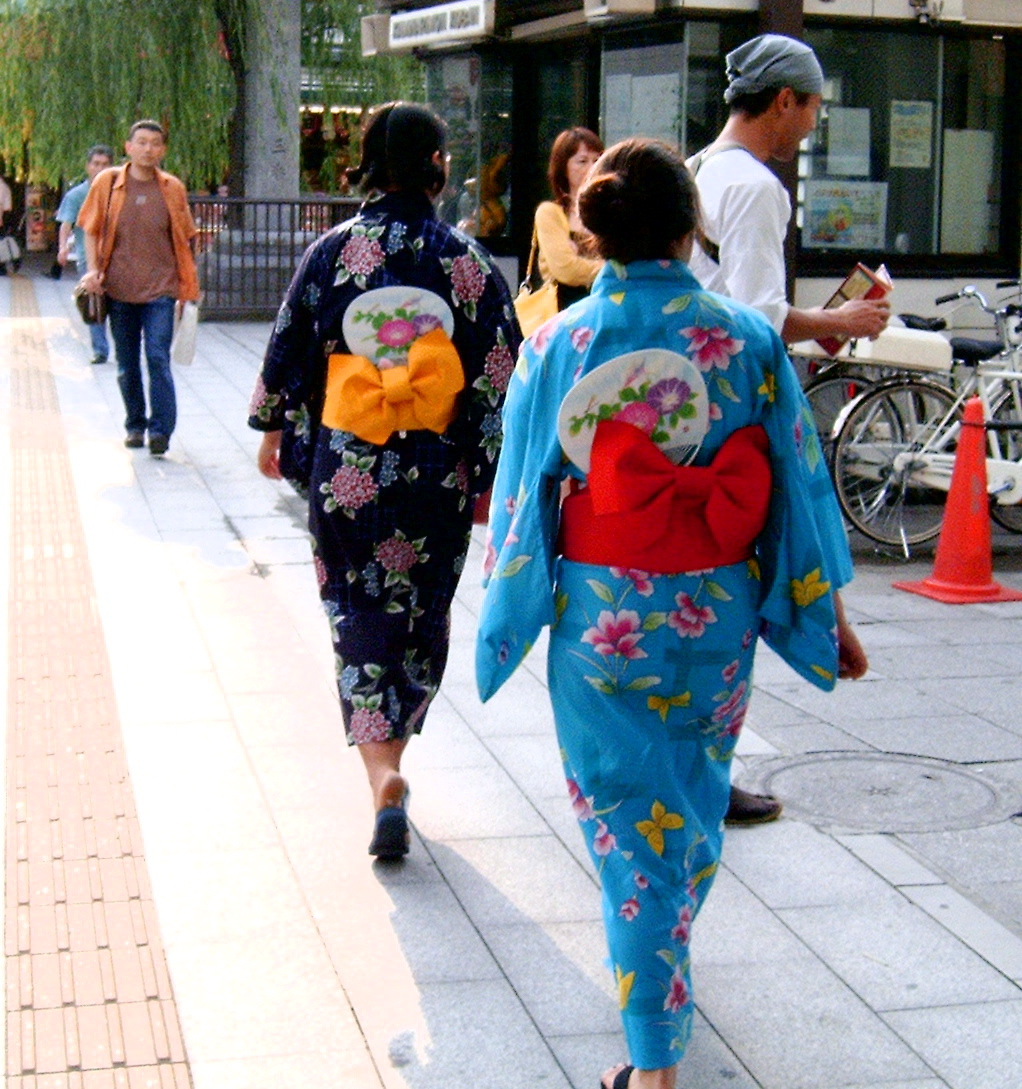
在現代日本穿浴衣上街仍算是很平常的光景

浴衣（日语：／ Yukata）是和服的一種，為日本夏季期間的一種衣著。
跟一般的和服相比，浴衣較為輕便。顧名思義，浴衣是與沐浴有關的衣著；在日式旅館中，浴衣是泡過溫泉或沐浴後常見的衣著。浴衣亦常見於日本夏季期間各地祭典、節日及煙花大會中。

## 歷史

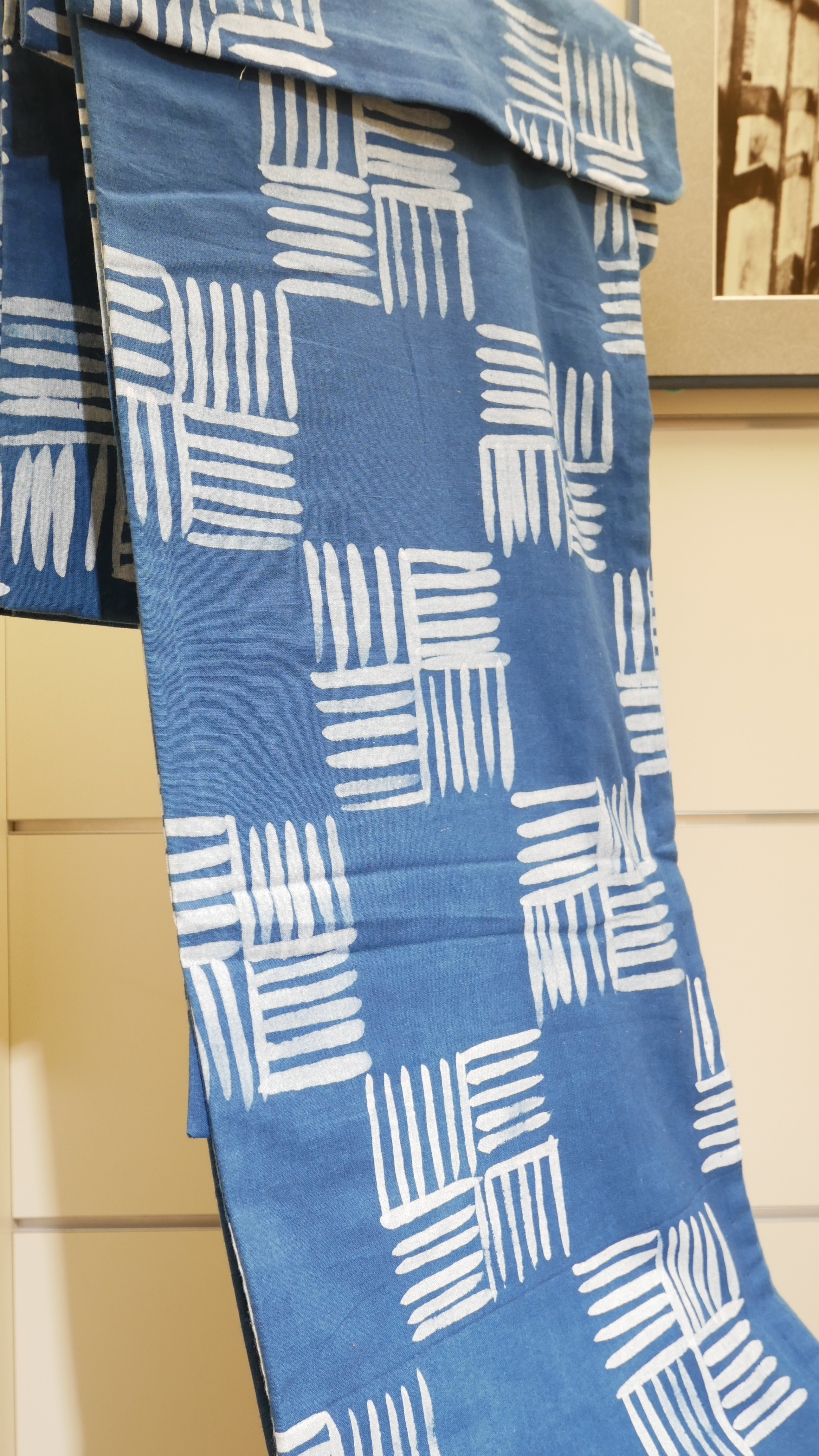
網格樣式浴衣

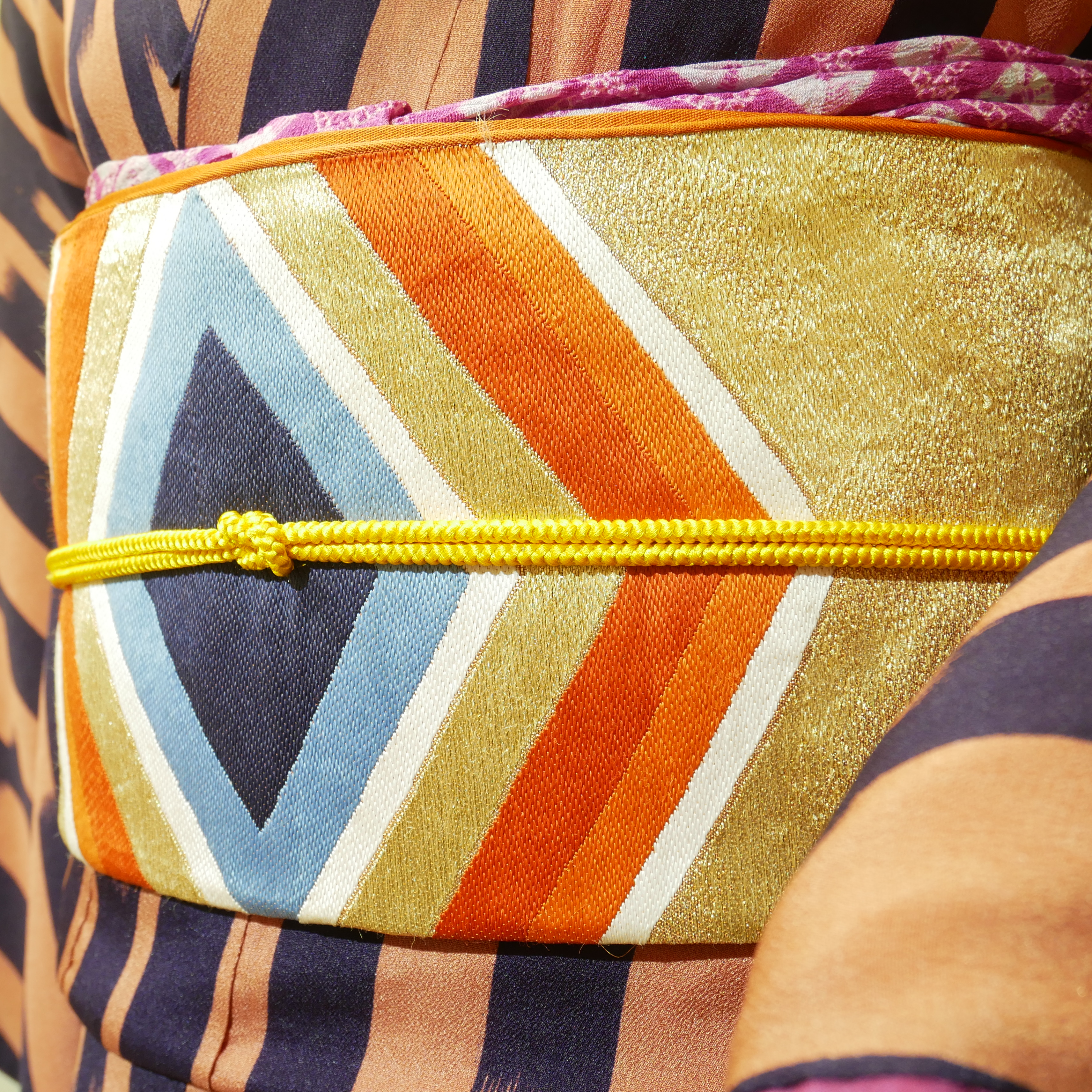
腰帶

在安土桃山時代，日本已流行在沐浴後穿著可吸收皮膚水份的「湯帷子」（ゆかたびら）類衣著；至江戶時代，湯帷子成為平民愛好的一種衣著，並演變成今日的浴衣。其日語名字則是「湯帷子」的簡稱。

## 質料與款式
浴衣是一種令人涼快的衣著，與其他日本傳統衣著相似，浴衣有直線的縫接與寬闊的衣袖。但與較隆重的和服不同，浴衣是以棉質而非絲質或合成纖維製成。
傳統的浴衣大部份以藍色染料染製的棉布製成，但現在的浴衣顏色選擇已變得多元化。通常較年輕的穿著者會選擇顏色較鮮艷及花樣較多的圖案設計，較年長的人士則會選擇較深色及較簡單的圖案設計，這點與和服相似。1990年代末開始，浴衣有重新流行的跡象，不少日本年輕女子在夏季亦會穿著，並不受傳統的限制。

## 穿著浴衣
浴衣無論男女均可以穿著。在日式溫泉旅館中，旅館通常會為住客提供浴衣，一些人甚至穿著浴衣出外逛街或到餐館進食。穿著浴衣通常需要以布質的腰帶捆著，以防止浴衣敞開，在私人地方，如沐浴後穿著浴衣，可能只需以簡單的帶捆著。穿著浴衣時，一般會配以日本木屐或夾腳拖鞋。
日本浴衣不分男女老少，都是交領右衽。能讓右手可以從前面很順的伸進去衣服裡面，就是正確的穿法。而右上左下是往生者壽衣的穿法。
相撲力士在公眾場合會穿著浴衣，新晉的相撲力士無論在任何天氣，即使天氣寒冷時均只可穿著較為單薄的浴衣(序二段和序之口)。在夏季則大部份相撲力士均會穿著。

## 資料來源
1. ↑  . 日本政府觀光局.   [2017-08-28]. （原始内容存档于2020-04-10）.